# Craterestra
Craterestra is een geslacht van vlinders van de familie Uilen (Noctuidae), uit de onderfamilie Hadeninae.

## Soorten
- C. albicosta Hampson, 1891
- C. bifascia Hampson, 1893
- C. definiens (Walker, 1857)
- C. lucina Druce, 1889
- C. niveopicta Butler, 1882
- C. scalata Warren, 1912
- C. subterminata Hampson, 1903
- C. subvelata (Walker, 1875)
- C. terranea Butler, 1882